# وسام الاستحقاق الوطني
وسام الاستحقاق الوطني (بالألمانية: Vaterländischer Verdienstorden ، أو VVO) هو جائزة وطنية تُمنح سنويًا في جمهورية ألمانيا الديمقراطية (GDR). تأسست عام 1954 وتم منحها للأفراد والمؤسسات لمساهماتهم البارزة للدولة والمجتمع في مختلف مجالات الحياة.

## الطبقات
- مشبك الشرف من الذهب
- الذهب من الدرجة الأولى
- الفضية، الدرجة الثانية
- برونزية من الدرجة الثالثة

## الجائزة

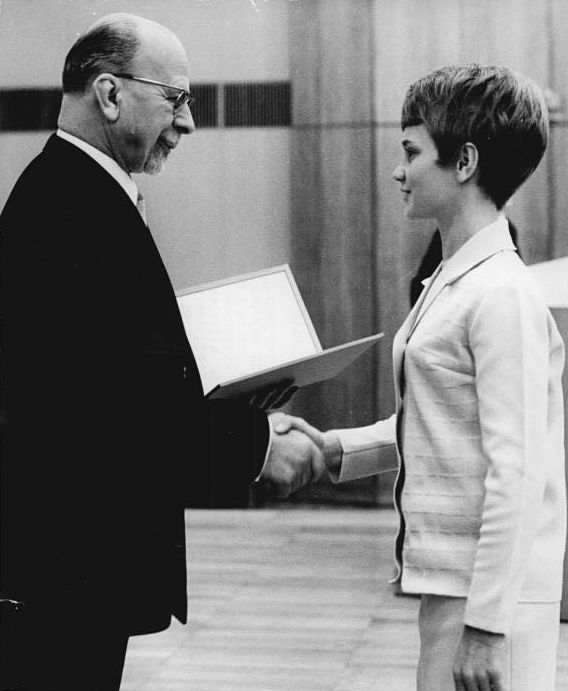
رئيس الحزب والتر Ulbricht منح كارين جانز وسام الاستحقاق الوطني الفضي في عام 1968

نصت اللغة الرسمية للجائزة على أنها مُنحت «لجدارة متميزة»:
- «في نضال الحركة العمالية الألمانية والدولية وفي النضال ضد الفاشية»،
- «في إنشاء جمهورية ألمانيا الديمقراطية وتوطيدها وتحصينها»،
- «في الكفاح من أجل تأمين السلام وتعزيز النفوذ الدولي لجمهورية ألمانيا الديمقراطية».[2]

تم منح الطلب من البرونز والفضة والذهبي والذهبي قفل الشرف (Ehrenspange) (لجدارة استثنائية).  تم منح كل مستوى مرة واحدة فقط وباستثناء الحاصل على مشبك الشرف، تلقى جميع المستلمين مبلغًا من المال.

## المستفيدين البارزين
- فاسيلي تشيكوف، مشير الاتحاد السوفيتي
- بولا هيرتويج، 1956
- كلاوس كوستي، 1972
- كاتارينا ويت، 1984 (ذهبي) و 1988 (مشبك شرف ذهبي)